# Abbie Cornish
Abbie Cornish, född 7 augusti 1982 i Lochinvar i regionen Hunter i New South Wales, är en australisk skådespelare.
I hemlandet slog Cornish slog igenom med filmen Somersault 2004. Internationellt kom genombrottet med roller i filmerna Bright Star (2009) och Sucker Punch (2011).
Mellan 2007 och 2010 hade hon en relation med skådespelaren Ryan Phillippe.

## Filmografi (i urval)
- 2000 – The Monkey's Mask
- 2003 – Horseplay
- 2004 – Somersault
- 2006 – Candy
- 2006 – Ett bra år
- 2007 – Elizabeth - The Golden Age
- 2008 – Stop-Loss
- 2009 – Bright Star
- 2010 – Legenden om ugglornas rike (röst)
- 2011 – Sucker Punch
- 2011 – Limitless
- 2011 – W.E.
- 2012 – Seven Psychopaths
- 2014 – Solace
- 2014 – Robocop
- 2017 – Three Billboards Outside Ebbing, Missouri
- 2021 – The Virtuoso